# 中華人民共和國第十一屆全運會籃球比賽
中華人民共和國第十一屆全運會籃球比賽於2009年10月10日至28日進行，賽事分為男、女子小項，共會產出兩面金牌。與過去的全運會相同，除主辦省份外，所有有意參與全運會的隊伍亦必須參與預賽，取得參賽資格。本屆全運會中，取消了過去的年齡限制。

## 預賽
男、女子的預賽中，共有15至18隊參與，分為四組，每組的首名與次名可直接晉身十一運會決賽周，而四組的第三名要參與單淘汰付加賽，勝方可取得另一各額，參與全運會賽事。

### 男子
男子組的預賽在2009年5月舉行，付加賽會在6月舉行。
- 第一組﹕湖北、八一、上海、內蒙古
- 第二組﹕廣東、四川、北京、浙江、福建
- 第三組﹕江蘇、吉林、黑龍江、廣西、河北
- 第四組﹕遼寧、河南、新疆、天津

### 女子
女子組的預賽在2009年3月舉行，付加賽則在6月舉行。
- 第一組﹕解放軍、上海、重慶、廣西
- 第二組﹕江蘇、河南、浙江、河北
- 第三組﹕遼寧、北京、湖北、福建
- 第四組﹕廣東、黑龍江、四川

## 獎牌分佈
| 項目 | 金牌                                                                               | 银牌                                                                              | 铜牌                                                                             |
| 男子 | 巴智超 陳大偉 陳江華 董瀚麟 杜鋒 劉曉宇 蘇偉 王仕鵬 王征 易建聯 周鵬 朱芳雨 (廣東) | 曹振華 谷立業 郭磊 李敬宇 李林 劉相韜 孟克·巴特尔 睢冉 孫傑 王剛 吳軻 楊鳴 (山東) | 陳可 德勒黑 胡克 李可 李楠 莫科 王磊 王治郅 王中光 吳謙 許鍾豪 楊欽 (解放軍)     |
| 女子 | 柏華 陳麗莎 陳楠 劉丹 露雯 璐路 任蕾 邵婷婷 隋菲菲 張晗蘭 張曉妮 趙爽 (解放軍)     | 陳淼 陳曉麗 胡楠 姬曉 賈光 劉小紅 馬增玉 王玲 楊半伴 張丹 張偉 張瑜 (遼寧)        | 卞蘭 陳曉佳 侯雪花 郇欢 金萌 李珊珊 王小麗 魏嚴冬 許歌 許諾 周君姗 鄒吟寒 (江蘇) |

## 獎牌榜
| 名次 | 代表團 | 金牌 | 銀牌 | 銅牌 | 總數 |
| ---- | ------ | ---- | ---- | ---- | ---- |
| 1    | 解放軍 | 2    | 0    | 2    | 4    |
| 1    | 廣東   | 2    | 0    | 0    | 2    |
| 2    | 山東   | 0    | 2    | 0    | 2    |
| 2    | 遼寧   | 0    | 2    | 0    | 2    |
| 4    | 江蘇   | 0    | 0    | 2    | 2    |
| 總計 | 總計   | 4    | 4    | 4    | 12   |